# Toowoomba
Toowoomba is een stad in de Australische staat Queensland en ligt ruim honderd kilometer ten westen van Brisbane, de hoofdstad van Queensland. Met bijna 120.000 inwoners is Toowoomba de op een na grootste stad van het Australische binnenland. Alleen de Australische hoofdstad Canberra heeft meer inwoners. De stad ligt op zo'n 700 meter boven zeeniveau, aan de rand van het Groot Australisch Scheidingsgebergte. Een bijnaam voor Toowoomba is "The Garden City" (de tuinstad).

## Geboren
- Bill Brown (1912-2008), cricketspeler
- Geoffrey Rush (1951), acteur
- Glynis Nunn (1960), meerkampster
- Joshua Eagle (1973), tennisspeler
- Michael Brennan (1975), hockeyer
- Chay Hews (1976), voetballer
- Natalie Grinham (1978), squashspeelster
- Will Power (1981), autocoureur
- Angie Skirving (1981), hockeyster
- David Kemp (1984), wielrenner
- Tim Cuddihy (1987), handboogschutter
- Declan Trezise (2002), wielrenner

Hoofdstad: Brisbane

Steden: Bundaberg · 
Cairns · 
Caloundra · 
Charters Towers · 
Gladstone · 
Gold Coast · 
Hervey Bay · 
Ipswich · 
Logan · 
Mackay · 
Maryborough · 
Mount Isa · 
Rockhampton · 
Thuringowa · 
Toowoomba · 
Townsville